# Wierzbiec
Wierzbiec (německy Wackenau) je ves v jižním Polsku, v Opolském vojvodství, v okrese Prudník, ve gmině Prudník.

## Geografie
Ves leží v Opavské pahorkatině u úpatí Zlatohorské vrchoviny.

## Doprava
Vesnicí prochází silnice 1. třídy č. 40 (DK40).